# Марк Юний Брут (брат на Луций Юний Брут)
Вижте пояснителната страница за други значения на Марк Юний Брут.
Марк Юний Брут II (на латински: Marcus Junius Brutus II; † 509 пр.н.е.) e благородник от Древен Рим през 6 век пр.н.е., внук на петия римски цар Тарквиний Приск. Прозлиза от фамилията Юнии, клон Брут.
Син е на Марк Юний Брут и Тарквиния Секунда, дъщеря на Тарквиний Приск и сестра на Тарквиний Горди. Брат е на Луций Юний Брут, първият консул през 509 пр.н.е. на Римската република и прародител на Марк Юний Брут.
През 509 пр.н.е. е убит заедно с други знатни римляни от Тарквиний Горди. Брат му Луций основава след това Римската република.